# 王嬪娜
王嬪娜（韓語：왕빛나，1981年4月15日—），韓國女演員。

## 演出作品

### 電視劇
- 2001年：KBS《新媽媽》飾演 宋恩珠
- 2003年：MBC《雪人》飾 李秀珍
- 2003年：KBS《她是最棒的》飾演 美娜
- 2004年：SBS《大小姐們》飾演 徐敏菁
- 2005年：SBS《愛情共感》飾 娜莉
- 2005年：SBS《老天爺啊！給我愛》飾 江愛禮
- 2006年：SBS《愛上醜八怪》飾 鄭承惠
- 2006年：KBS《黃真伊》飾 芙蓉
- 2007年：MBC《梅麗大邱攻防戰》飾 李小蘭
- 2007年：SBS《起飛》飾 李真熙
- 2008年：MBC《春子家有喜事了》飾 李珠利
- 2010年：MBC《現在還想結婚的女人》飾 金馥琦
- 2010年：MBC《金首露》飾 阿老公主
- 2010年：MBC《相信男人》飾 吳慶珠
- 2011年：MBC《深夜醫院》（客串）
- 2012年：MBN《愛情能用錢買嗎》飾 洪美美
- 2012年：SBS《依然是你》飾 姜彩琳
- 2012年：KBS《嗚啦啦夫婦》（特別出演）
- 2012年：MBC《兒子傢伙們》（特別出演）
- 2013年：SBS《醜八怪警報》飾 老師（特別出演）
- 2013年：SBS《兩個女人的房間》飾 殷熙秀
- 2014年：MBC《心懷叵測的恢單女》（特別出演）
- 2014年：TV朝鮮《妻子醜聞－起風了》
- 2014年：KBS《Healer》飾 吳善子
- 2016年：KBS《五個孩子》飾 江昭英
- 2016年：KBS《住在我家的男人》飾 劉詩恩
- 2016年：KBS《再次，初戀》飾 白敏熙
- 2018年：KBS《人偶之家》飾 殷京慧
- 2019年：MBC《悲傷時愛你》飾 周海羅
- 2019年：MBC《黃金庭院》（特別出演）
- 2020年：TV朝鮮《風雲碑》飾演 半月
- 2021年﹕JTBC《前輩，那支口紅不要塗》飾演 蔡智承
- 2021年：KBS《月升之江》飾 陳妃
- 2021年：KBS《紳士與小姐》飾演 張國熙（特別出演）
- 2022年：KBS《三姐弟要勇敢》飾演 張賢靜
- 2023年：MBC《木偶的季節》飾演 鄭仁珠（特別出演）

### 電影
- 2002年：《Run 2 U》（客串）
- 2002年：《2424》（客串）
- 2003年：《浪漫刺客》
- 2005年：《Cello》（客串）
- 2020年：《韓國校園恐怖怪談 報應》

## 外部連結
- 王嬪娜的Instagram帳戶